# 阿爾斯博羅 (阿拉巴馬州)
阿爾斯博羅（英語：Allsboro）是一個位於美國阿拉巴馬州科爾伯特縣的非建制地區。該地的面積和人口皆未知。

## 地理
阿爾斯博羅的座標為34°41′39″N 88°06′37″E / 34.69416°N 88.11027°E，而該地最高點為海拔高度195米（即640英尺）。